# Rio Ceará-Mirim
O rio Ceará-Mirim é um curso de água que banha o estado do Rio Grande do Norte, no Brasil
Ele nasce no município de Lajes, nos arredores de Santa Rosa e dirige-se para o mar, passando pelos municípios de Pedra Preta, Jardim de Angicos, João Câmara, Poço Branco, Taipu e Ceará-Mirim.  Deságua na localidade de Barra do Rio, em Extremoz. Este rio é a quinta maior bacia do estado com 2.635 km², o que equivale a 4,9% da área do estado.
No município de Poço Branco, o rio Ceará-Mirim é represado, formando a barragem Engenheiro José Batista do Rego Pereira, que possui uma capacidade de armazenamento de água de cento e trinta e seis milhões de metros cúbicos.
O rio Ceará-Mirim banha o vale de Ceará-Mirim, cujos solos são de boa fertilidade e capacidade produtiva para a agricultura, estando hoje o vale todo ocupado com o plantio da cana-de-açúcar.